# Aéroport de Phù Cát
L'aéroport de Phù Cát (code IATA : UIH • code OACI : VVPC) est un aéroport vietnamien desservant la ville de Qui Nhon, le chef-lieu de la province Bình Định dans le centre du Viêtnam.
Pendant la guerre du Viêt Nam, il était un aéroport militaire important de l’armée des États-Unis et du Sud-Viêt Nam (avec pour nom « base aérienne de Phù Cát »). Il y a deux pistes en béton de 3015 m, capables d’accueillir les petits avions comme les Airbus A320, A321, ou Boeing 767.

## Situation

### Carte des aéroports du Viêtnam
| Vân Đồn (2018) Thọ Xuân Chu Lai Liên Khuong Đà Nẵng Hải Phòng Cat Bi Hanoï Saïgon Nha Trang Phú Quốc Vinh Buôn Ma Thuôt Cà Mau Côn Đảo Đồng Hới Pleiku Phù Cát Phú Bài Rach Gia Nà Sản Đông Tác Vũng Tàu Cần Thơ Diên Biên Phu Quảng Trị |